# Fleetwood
Fleetwood è una cittadina di 26 840 abitanti del Lancashire, in Inghilterra.

## Geografia
Fleetwood sorge sulla costa del mar d'Irlanda, all'estremità nord-occidentale della pianura costiera The Fylde, presso l'estuario del fiume Wyre. La cittadina sorge a 13 km a nord di Blackpool.
Ospita la sede della Lofthouse of Fleetwood Ltd azienda produttrice delle caramelle Fisherman's Friend.

## Sport
La squadra di calcio cittadina è il Fleetwood Town F.C. che disputa le sue partire interne all'Highbury Stadium.